# Jose Ramos
Jose B. Ramos (Legazpi, 25 november 1914 – ?) was een Filipijns generaal. Ramos was van 1965 tot 1967 opperbevelhebber van de Filipijnse luchtmacht, de Philipine Airforce (PAF).

## Biografie
Jose Ramos werd geboren in Legazpi in de provincie Albay. Hij behaalde een Associate of Arts-diploma aan de University of the Philippines in 1933 en rondde in 1941 een Bachelor-opleiding rechten af aan de Far Eastern University. 
De carrière van Ramos in de Filipijnse luchtmacht begon na zijn afstuderen aan de PAAC Flying School in juni 1938. Na de uitbraak van de Tweede Wereldoorlog in Azië en bij het begin van de Slag om de Filipijnen was hij gelegerd op Corregidor als adjudant van een regiment van het Philippine Army Air Corps, onderdeel van de Far Eastern Air Force. Na de Slag om Bataan en de capitulatie van de Amerikanen werd hij op 7 mei 1942 gevangen genomen en vastgehouden in Capas Concentration Camp. Na zijn vrijlating op 5 augustus van dat jaar sloot Ramos zich aan bij de guerrilla's in Sorsogon en later werkte hij undercover voor het Amerikaanse Allied Intelligence Bureau in Zuid-Luzon.
Na de oorlog werkte Ramos zich langzaam omhoog door de rangen van de Filipijnse Luchtmacht. Hij begon als assistent-stafchef voor personeel. Na een periode als assistent-militair attaché voor de Filipijnse ambassade in de Verenigde Staten was hij van 1952 tot 1953 Wing Commander van de 100th Training Wing. Aansluitend was hij van 1953 tot 1955 Chief of Air Staff voordat hij in 1956 werd aangesteld als bevelhebber van de 205th Composite Wing en commandant van Nichols Air Base. 
Van 1959 tot begin 1962 werkte Ramos voor Staf van de President van de Filipijnen, als speciale assistent voor de minister van Financiën. Begin 1962 werd Ramos benoemd tot Chief of Air Staff. Van 1963 tot 1965 was hij vicecommandant van de Filipijnse Luchtmacht. In deze periode nam hij de positie van opperbevelhebber van de luchtmacht al enkele keren waar. Op 29 december 1965 werd Ramos uiteindelijk benoemd tot opperbevelhebber van de Filipijnse luchtmacht. Deze positie bekleedde hij tot 15 augustus 1967.
Ramos ontving vele onderscheidingen gedurende zijn militaire carrière, waaronder driemaal de Distinguished Service Star en drie maal de Military Merit Medal.
Ramos was getrouwd met Digna Imperial Nery. Samen kregen ze een zoon: Jose Maria Ramos.